# エドワード二世 (戯曲)

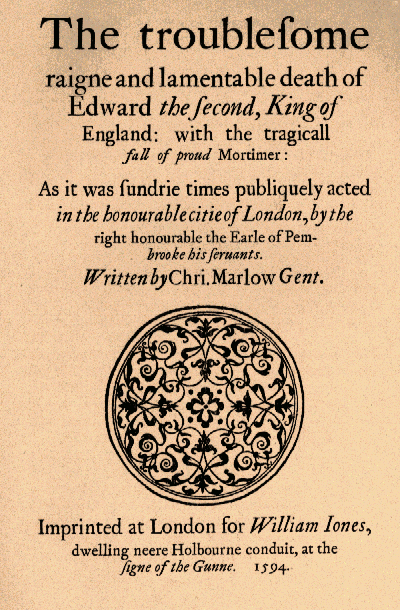
最古の『エドワード二世』の刊行本の表紙 (1594年)

『イングランド国王エドワード二世の困難に満ちた治世と嘆かわしき死、また誇り高きモーティマーの悲劇的な失墜』(英語: The Troublesome Reign and Lamentable Death of Edward the Second, King of England, with the Tragical Fall of Proud Mortimer) は『エドワード二世』 (英語: Edward II) として知られ、クリストファー・マーロウによって執筆されたルネサンス、または近世の戯曲である。最初期のイングランド歴史劇の一つであり、イングランド王エドワード二世とピアーズ・ギャヴェストンの関係、ロジャー・モーティマーの命令によるエドワード殺害に焦点を当てている。
マーロウはこの劇のほとんどの題材をラファエル・ホリンシェッドの『年代記』(1587年) の3巻に見出している。フレデリック・S・ボーズはマーロウは「ホリンシェッドが提供している豊富な題材の全ての中から」王とギャヴェストンの関係のせいで「比較的魅力の薄いエドワード二世の治世」に惹かれたのだと考えている。ボーズは「同性愛は（従来そう見られてきたように）マーロウにとっては特に魅力的だった。例えば『カルタゴの女王ディド』のジョーヴ（ジュピター）とガニミード、『パリの虐殺』のヘンリー三世と彼の「寵臣」、『ヘーローとレアンドロス』のネプチューンとレアンドロス、そして彼らよりスケールを小さくされてはいるが、全く同種であるエドワードとギャヴェストンのように」と詳細に述べている 。ボーズはまた、『エドワード二世』と『パリの虐殺』の多数の類似点を指摘し、「『パリの虐殺』の11〜21場は実質的に『エドワード二世』の準備段階の素描であるとしても言いすぎではない」と主張している。マーロウは資料に忠実だが、ライトボーン（ルシファー）をエドワードの暗殺者とする脚色を行っている。

## 出版
この劇は書籍出版業組合記録に1593年7月6日、マーロウの死後5週間後に記録された。現存している最初の版は八折り版として1594年に出版されたものであり、書店主のウィリアム・ジョーンズのためにロバート・ロビンソンが印刷した。
1594年の『エドワード二世』の初版は非常に稀少なものであり、1876年まで発見されなかった 。チューリッヒ中央図書館に所蔵されている1部のみが、第二次世界大戦中にもう一つが紛失された後に現存するものとして知られていた。2012年、ジェフリー・マーステンによって3冊目がドイツで発見された。この本は、異教徒の処刑に反対する論文、またトルコとイスラムについての論文と共に綴じられていた。

## 著者
『エドワード二世』の著者に疑いが生じたことはない。1744年にドズリーは「エドワード二世」を Select Collection of Old Plays に収録したが、マーロウの名前は序文では言及されていない 。マーロウの世評は1597年に出版されたトーマス・ビアードの The Theatre of God's Judgement の中の中傷によって毀損されたままだった。

## 登場人物
- エドワード二世
- エドワード王子
- ケント伯爵 エドワード二世の（異母）兄弟
- ギャヴェストン
- カンタベリー大司教（英語版）
- コヴェントリー司教（英語版）
- ウィンチェスター司教（英語版）
- ウォリック
- ランカスター
- ペンブルック（英語版）
- アランデル
- レスター
- バークレイ（英語版）
- 老モーティマー（英語版）
- 若きモーティマー 老モーティマーの甥
- 老スペンサー
- 若きスペンサー
- ボールドック（英語版）
- ボーモント（英語版）
- トラッセル（英語版）
- (トマス・)ガーニー
- マトリーヴィス（英語版）
- ライトボーン
- エノーのサー・ジョン（英語版）
- ルヴュン
- ライス・アップ・ハウエル（英語版）
- ニースの修道院（英語版）長
- ジェイムズ[7]
- 馬丁
- 伝令
- 国王護衛官
- 使者
- ブリストル市長
- 修道士たち
- 貴族たち、貧しい男たち、ジェイムズ、草刈人、国王護衛官、使者たち、兵士たち、従者たち
- イザベラ王妃、エドワード二世の妃
- エドワード二世の姪（英語版）
- 侍女たち

## あらすじ
『エドワード二世』はエドワード二世の治世のほとんどを、彼の寵臣であるピアーズ・ギャヴェストンを追放から召還するところから始まり、エドワード二世の息子エドワード三世が王の殺害を理由に若きモーティマーを処刑して終わる、一つの物語に圧縮している。『エドワード二世』はエドワードの治世の初まりで開幕する。エドワードの追放された寵臣、ピアーズ・ギャヴェストンがエドワード一世の死と、その結果として自分がイングランドへ戻れることを喜んでいる。彼は王を楽しませるための余興を計画する。
ギャヴェストンが再び国内に戻ってきたので、エドワードは彼に複数の称号、国庫へのアクセス、護衛を持つ自由を与える。ギャヴェストン自身は高貴な生まれではないにもかかわらず、彼は自分は平民よりも上の身分であると主張し、魅力的な余興、イタリアの仮面劇、音楽、詩を望む。しかしギャヴェストンは、彼が王を楽しませているのと同程度に王に臣従する貴族たちは彼を嫌っていることに気がつく。貴族達はすぐにギャヴェストンの追放を強く要求しだす。ギャヴェストンの到着とほとんど同時に、ギャヴェストンとエドワードの宮廷には争いが起き始める。エドワードはこのことを認め、ギャヴェストンをアイルランドに追放することを強いられる。王妃イザベラ・オブ・フランスは未だに王に愛されるという希望を持っており、そうすればギャヴェストンがより殺害されやすくなるというだけの理由で、後に彼女の愛人となるモーティマーを説得してギャヴェストンを呼び戻すよう主張させる。貴族たちはこれに対してすぐにギャヴェストンを攻撃する理由を見つけ、最終的には彼を捕らえて処刑する。ギャヴェストンが処刑される前に、エドワードはもう一度ギャヴェストンに会いたいと懇願する。アランデルとペンブルックはエドワードの願いに賛成する。しかし、ギャヴェストンがエドワードのもとへ連行されるところをウォリックが襲撃し、彼を殺害する。エドワードはギャヴェストンを迫害した2人の貴族、ウォリックとランカスターを処刑する。
次にエドワードは新たな寵臣、スペンサーとその父に慰めを求める。これによって遠ざけられたイザベラは、モーティマーを愛人とし、協力者を探すために息子を連れてフランスに渡航する。しかし、彼女はエノーのサー・ジョンから助力を得られるものの、フランスは王妃を助けようとはせず、彼女に兵士を与えることを拒む。劇においても史実においても、エドワードは彼の父がそうだったような軍人ではなく——イングランド軍がバノックバーンで悲惨な敗北をしたのは彼の治世の間である——すぐに敵の術中に陥る。エドワードはニース修道院に避難するが、草刈人に裏切られる。この草刈人は象徴的に大鎌を持っている。スペンサー親子は処刑され、王自身はケニルワースに連行される。冒頭でエドワードと関係を断絶していた弟のケント伯エドマンドはエドワードを助けようとするが、若きモーティマーが権力を握った今では遅すぎたことに気づく。投獄されたエドワードに接近したことで逮捕されたエドマンドは、モーティマー、イザベラ、エドワード三世が統括する裁定の場に引き出される。エドワード三世の弁護にもかかわらず、彼はエドマンドが王座を脅かすと主張するモーティマーに処刑される。
囚人となった王はバークリー城へと連行され、そこで「ルシファー」を英語化した名前を持つ、過剰に冷酷なライトボーンと対面する。ライトボーンが彼を殺すために来たことを知っているにもかかわらず、エドワードは彼に自分の側にいるよう頼む。王が時間稼ぎに騙されないことに気づいたライトボーンは四人の男に王を押さえさせ、熱した火掻き棒で王の内臓を内側から焼くことで殺害する（外部に暴力の痕跡を残さないため）。マトリーヴィスとガーニーはこれを目撃し、ガーニーは口封じのためにライトボーンを殺す。しかしその後ガーニーが逃亡し、裏切りを恐れたモーティマーはマトリーヴィスに追跡させる。イザベラがエドワード二世との間の息子、エドワード三世が計画に気づいたことを警告するためにモーティマーのもとに到着する。彼らが状況に対応する計画を立てる前にエドワードが従者や諸卿と共に到着し、王の殺害の科でモーティマーを訴える。モーティマーは否認するが、結局は逮捕され連行される。彼はイザベラに自分のために嘆かないよう言い、王妃はモーティマーに慈悲を見せるよう息子に懇願するが、エドワード三世は拒否する。そしてエドワード三世はモーティマーの死と母の投獄を命じ、劇は彼が王座に就いて終わる。

## 主題

### ホモエロティシズム
『エドワード二世』の多くの批評はホモエロティシズムと権力に焦点を当てている。例えば、どのようにマーロウは「他者」を描写したか、また、いかにしてその描写は「自ら権威化し権力を強化する戦略としての他者の悪魔化」を暴露しているかに焦点を当てたエミリー・バーテルのSpectacles of Strangeness には "The Show of Sodomy" と題された『エドワード二世』についての章がある。この章では、バーテルは「マーロウの中で、男色は隠されたものでも言葉に表せないものでもなかった。むしろそれは不可視化された存在として露わにされ、支配の継続を「既成事実」として維持しようとする者たちによって、見せられないものとして露呈された」と述べ、いかに男色が政治化され、暴露され、定義されたかに焦点を当てている。マーロウの演劇の中で男色がいかに機能しているかを表すため、バーテルはいかに男色が劇の中で隠されているか、そしてまたエドワード殺害の手段を通して制裁を受けているかの間にある緊張に限定的な関心を置いている。バーテルはライトボーンによる王の殺害が王の身体に痕跡を残さないことに綿密に注目する。彼女は「男色の傾向は（中略）政治的な堕落ではない。主として暗黙のものではあるが、言葉に表せないものではない」と結んでいる。
男色は初期近代では明確に定義された行為ではなかった。ジョナサン・ゴールドバーグは男色は「同性愛行為が非正統的な宗教的・社会的立場を典型とした社会の混乱の、はるかに明白な兆候との関連性を有しない限り、長きにわたり透明化していた」と主張している。デイヴィッド・スタイメイストは『エドワード二世』への対立する二つの批評的アプローチ——劇を性規範を転覆させるものとして見るものと、性規範を擁護するものとして見るもの——を、この劇が規範的ではないセクシュアリティーをどう表現しているかと、性的逸脱をどう罰しているかに注目することで止揚した。

### 宗教
『エドワード二世』は教会と国家の間の緊張を表現している。エッセイ "Marlowe, History, and Politics" で、ポーリーナ・ケウェスは「マーロウは（中略）王と貴族の間の紛争が偶発的に宗教色を帯びることについての思考を観客に［促して］いる（中略）マーロウが標的としているのは、政治的な非正統性の正当化のために宗教が広く用いられることである」と、『エドワード二世』が宗教史を政治批評に用いていることを主張している。

### 社会的地位
『エドワード二世』は社会的地位と生得の権利の関係についての深い洞察を含む劇である。クリフォード・リーチは「『タンバレイン大王』で［マーロウは］既に権力について検討し、必然的に苦痛を伴うスペクタクルについて理解していた。ここでも苦痛は権力への夢とその行使の結果であり、重大で現実的な事柄である」と述べ、『エドワード二世』がいかにして権力、社会的地位、そして苦痛という主題を一つに結び付けているかを示している。リーチは劇中において権力もしくは影響力のある地位のために努力する登場人物——エドワード、ギャヴェストン、王妃、モーティマー——はそれぞれ、権力のため争ったことによって悲劇的な結末を迎えることを指摘している。

## 上演史と翻案
アンドルー・ガーによれば、知られているうち最初の『エドワード二世』の上演はペンブルック伯一座による1592年のもので、おそらくシアター座で上演された。ロスリン・ナットソンは『エドワード二世』の初期の上演について推測したことがある。評論  "Marlowe, Company Ownership, and the Role of Edward II" で、ナットソンは『エドワード二世』はエドワード・アレンとストレンジ一座のために書かれたと主張しているが、ペンブルック伯一座は『エドワード二世』をリチャード・バーベッジ（ウィリアム・シェイクスピアの劇団で最も著名な俳優）をエドワード役にして上演している。ナットソンは主張の論拠として、俳優に割り当てられた台詞、マーロウの複数の劇団との親交、イザベラの役を用いている。彼女は『エドワード二世』でのバーベッジの演技はシェイクスピアがバーベッジのために書いた役に影響を与えているとしている。
1594年に出版された最初の四折り版は、『エドワード二世』はペンブルック伯一座によって上演されたとしている。E・K・チェンバーズによれば、『エドワード二世』は作者不明の『ジャジャ馬ならし』及び『ヨーク公リチャードの真実の悲劇』とともに、書店で販売された3作の劇の1作——そしておそらく、その中でただ1作の、シェイクスピアが自作の題材にしなかった劇である。マシュー・マーティンはロジャー・バーンズによる1612年の『エドワード二世』のバージョンは——伝統的にこの劇の海賊版だとされてきたが——ジャコビアン時代のイングランドでこの劇がどのように受容されたかと、イングランド王ジェームズ1世による、論争を呼んだ男性の寵臣の昇格に興味を引かせるように、いかにして劇が改変されたかを明らかにしていると主張する。1622年の版の表紙は『エドワード二世』はレッド・ブル座でアン女王一座によって上演されたとしており、『エドワード二世』は17世紀に入っても盛んに上演されるレパートリーだったことを証明している。
『エドワード二世』は1961年11月にノッティンガム大学の学生演劇として再演された。1969年のトロント劇場におけるクリフォード・ウィリアムズ演出の上演では、エドワード二世役のウィリアム・ハットやギャヴェストン役のリチャード・モネットなど、著名なストラトフォード演劇祭の俳優を起用していた。
1977年のBBCによる26話のラジオドラマ "Vivat Rex（国王万歳）" は最初の2話に『エドワード二世』の短縮版を含んでいた。ジョン・ハートがエドワードを演じた。
1991年、『エドワード二世』はデレク・ジャーマンによって映画に翻案された。この映画は現代的なコスチュームを使用し、ゲイライツ運動とストーンウォールの反乱に明示的に言及している。 
2013年10月、新国立劇場は『エドワード二世』を森新太郎の演出で日本語上演した。
2019年1月、プロボの An Other Theater Company がユタ州初の上演を行った。この上演はジェッサミン・スヴェンソンとケイリー・アズール・グリーンの共同演出だった。
2019年12月、ノッティンガム大学の Nottingham New Theatre が59年前の初のリバイバル以来の再上演を行った。

### ベルトルト・ブレヒトによる翻案
『エドワード二世』はベルトルト・ブレヒトとリオン・フォイヒトヴァンガーによって1923年に『イングランドのエドワード二世の生涯 (Leben Eduard des Zweiten von England)』として翻案されている。ブレヒトの版はマーロウの劇を原典としてはいるが、ブレヒト自身の語、発想、構成を用いており、別の作品と見なされている。ドイツでの初演は1924年にミュンヘン小劇場で行われ、ブレヒトの演出のもと、アーヴィン・ファーベルとハンス・シュヴァイカルトがエドワードとボールドックを演じた。ブレヒトの『イングランドのエドワード二世の生涯』のニューヨーク初演は1982年のことであり、 リバーサイド・シェイクスピア・カンパニーの W・スチュアート・マクダウェルによって上演され、ジョゼフ・パップと、マンハッタンのアッパー・ウエスト・サイドにあるシェイクスピア・センターによるニューヨーク・シェイクスピア・フェスティバルがスポンサーとなった。

## 日本語訳
- クリストファ・マーロウ、千葉孝夫『パリの虐殺 ; エドワード二世』北星堂書店、1980年。 NCID BN05833359。
- クリストファ・マーロウ、熊崎久子「エドワード二世(1)」『英文学』第26号、駒澤短期大学英文科、1997年3月、1-45頁、ISSN 02890402、NAID 110007003780。。
- クリストファ・マーロウ、河合祥一郎「エドワード二世」『悲劇喜劇』第66巻第10号、早川書房、2013年10月、58-118,127-128、ISSN 1342-5404、NAID 40019801323。